# الكماط
الگماط هو فيلم تلفزي كوميدي مغربي من إخراج زكية الطاهري سنة 2014، وبطولة كل من عز العرب الكغاط، سعيد باي، حميد نجاح، محمد الشوبي، محمد الرزين، نسرين الراضي، سعاد العلوي، وآخرون.

## القصة
تدور أحداث الفيلم حول «محمد الگماط» الذي يقرر الانتقام من دائنيه السابقين، من خلال خداعهم بجعلهم يعتقدون أنه يحتضر، وهو الأمر الذي دفعهم للطمع في الحصول على ثروته.

## روابط خارجية
- فيلم الگماط على قاعدة بيانات الأفلام العربية